# Wimmerella arabidea
Wimmerella arabidea är en klockväxtart som först beskrevs av Karel Presl, och fick sitt nu gällande namn av Serra, M.B.Crespo och Thomas G. Lammers. Wimmerella arabidea ingår i släktet Wimmerella och familjen klockväxter. Inga underarter finns listade i Catalogue of Life.